# Edelweisspiraten

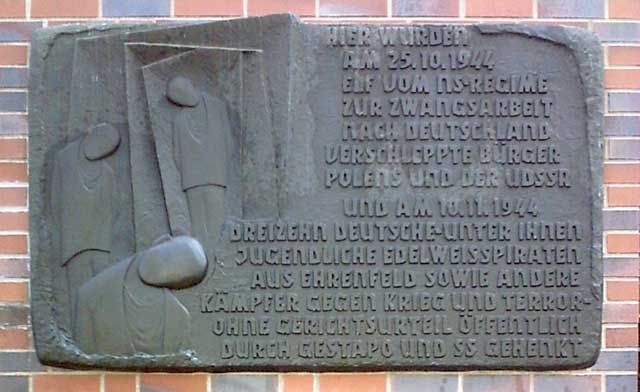
La targa ricordo a Colonia sul luogo dove il 25 ottobre 1944 vennero impiccati, dalla Gestapo e dalle SS, 13 cittadini tedeschi della resistenza antinazista, inclusi alcuni giovani Edelweisspiraten di Ehrenfeld, insieme a 12 lavoratori forzati polacchi e sovietici.

Gli Edelweisspiraten o Edelweißpiraten (in tedesco: Pirati della stella alpina) erano gruppi antinazisti scarsamente organizzati di giovani operanti nella Germania nazista. Comparvero nelle regioni occidentali della Germania alla fine del 1930, al di fuori del Movimento giovanile tedesco (Die deutsche Jugendbewegung) organizzato dai nazisti, in risposta alla stretta irreggimentazione della Gioventù Hitleriana.
Simili per molti aspetti alle Leipziger Meuten, erano formati da giovani, di età compresa tra i quattordici e i diciassette anni, che avevano eluso la partecipazione alla Gioventù Hitleriana lasciando la scuola dopo aver terminato l'obbligo scolastico (che finiva a 14 anni) e che erano ancora troppo giovani per dover sottostare alla coscrizione militare, che era obbligatoria a partire dall'età di diciassette anni.
Al termine della seconda guerra mondiale, il nome Edelweisspiraten venne usurpato da un'organizzazione filonazista (Werwolf) formata da giovani provenienti dalla Gioventù Hitleriana, da ex membri delle SS e da sbandati.

## Nella cultura di massa
- I pirati dell'Edelweiss (Edelweisspiraten), film del 2004 diretto da Niko von Glasow.[3][4]